# Japón en los Juegos Olímpicos de Sapporo 1972
Japón estuvo representado en los Juegos Olímpicos de Sapporo 1972 por un total de 85 deportistas que compitieron en 10 deportes.  
El portador de la bandera en la ceremonia de apertura fue el dirigente deportivo Mineyuki Mashiko.

## Medallistas
El equipo olímpico japonés obtuvo las siguientes medallas:
| Nombre         | Deporte         | Competición        |
| -------------- | --------------- | ------------------ |
| Oro            |                 |                    |
| Yukio Kasaya   | Saltos en esquí | Trampolín normal M |
| Plata          |                 |                    |
| Akitsugu Konno | Saltos en esquí | Trampolín normal M |
| Bronce         |                 |                    |
| Seiji Aochi    | Saltos en esquí | Trampolín normal M |